# حسين فهمى صادق
حسين فهمى صادق وكيل وزارة المواصلات الأسبق وهو نجل علي بك صادق من أعيان مصر في ذلك الوقت وآخر منصب تقلده قبل وفاته هو سكرتير عام وزارة المواصلات، وهو والد الملكة ناريمان زوجة الملك فاروق الأول آخر ملوك مصر.